# Souveraine d'Angoulême
Souveraine d'Angoulême, morte le 23 février 1551, est une dame noble, fille naturelle de Charles d'Orléans comte d'Angoulême et de Jeanne Le Conte, donc demi-sœur du roi de France François Ier.

## Biographie
Souveraine, bâtarde d'Angoulême, est la fille naturelle de Charles d'Orléans comte d'Angoulême et de Jeanne Le Conte,. Elle est élevée par l'épouse légitime de son père, Louise de Savoie,,. 
Souveraine épouse, par contrat signé lé 10 février 1512 au château d'Amboise, Michel (de) Gaillard ou Gaillart, chevalier, seigneur de Chilly, Longjumeau et du Fayet,,. Louise de Savoie la dote alors de 3 000 écus d'or,.
Par ce mariage, Louise de Savoie récompense Florimond Robertet, trésorier de France, secrétaire des finances, diplomate et conseiller du roi. En effet, Robertet est le beau-frère de Michel Gaillard. En quelque sorte, il entre ainsi dans la famille de François Ier,,.
Souveraine est légitimée par lettres données par son demi-frère François Ier en mai 1521, à la demande de la mère de celui-ci, Louise de Savoie,.
Michel Gaillard meurt le 4 juillet 1535. Il est inhumé dans l'église Saint-Étienne de Chilly,,
Souveraine vit au château de Chilly jusqu'à sa mort et y reçoit plusieurs visites de son demi-frère François Ier,. Elle entre en conflit avec les moines du prieuré du Val-Saint-Éloi à propos de leur colombier qu'elle fait abattre.
Souveraine d'Angoulême meurt le 23 février 1551. Elle est inhumée auprès de son époux dans l'église Saint-Étienne de Chilly,,.
Le fils unique de Michel Gaillard et de Souveraine d'Angoulême, Michel III Gaillard, est seigneur de Chilly et de Longjumeau après la mort de son père.